# Місько Богдан Володимирович

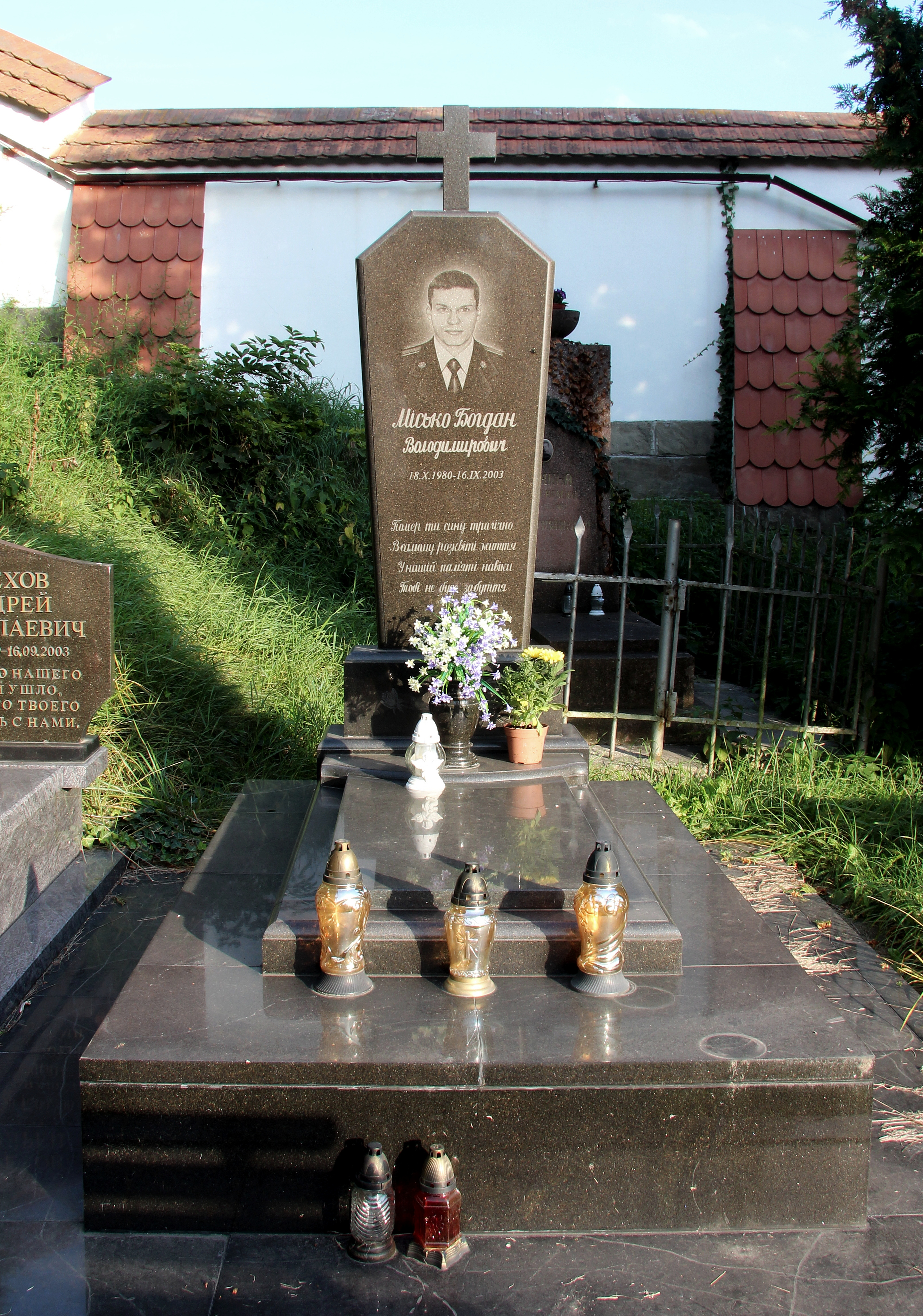

Богдан Володимирович Місько — старшина міліції, помічник оперуповноваженого відділу Управління МВС України у Львівській області. Разом з Андрієм Орєховим загинув 16 вересня 2003 року у Львові під час затримання «банди Сушка».
Через кілька днів після загибелі міліціонерів їх посмертно нагороджено орденом «За мужність» III ступеня «за мужність і героїзм, виявлені під час проведення оперативно-розшукових заходів щодо затримання небезпечного озброєного злочинця». Поховані на 49 полі Личаківського  цвинтаря.